# Mer de Sable de Stambruges
Pour les articles homonymes, voir Mer de sable.
La réserve naturelle domaniale de la Mer de Sable relève du Patrimoine majeur de Wallonie et est située au sud de la forêt indivise de Stambruges dans l'entité de Belœil en Hainaut  (Belgique).
Elle comporte de nombreux milieux remarquables : landes sèches à callune, landes tourbeuses à bruyère quaternée, fosses à sphaignes colonisées par les rossolis, forêt jeune de bouleaux têtards.
Reportage photos